# Mantispa ariasi
Mantispa ariasi är en insektsart som beskrevs av Penny 1983. Mantispa ariasi ingår i släktet Mantispa och familjen fångsländor. Inga underarter finns listade i Catalogue of Life.